# Mirollia longipinna
Mirollia longipinna är en insektsart som beskrevs av Sigfrid Ingrisch och Shishodia 1998. Mirollia longipinna ingår i släktet Mirollia och familjen vårtbitare. Inga underarter finns listade i Catalogue of Life.